# Amparito Roca

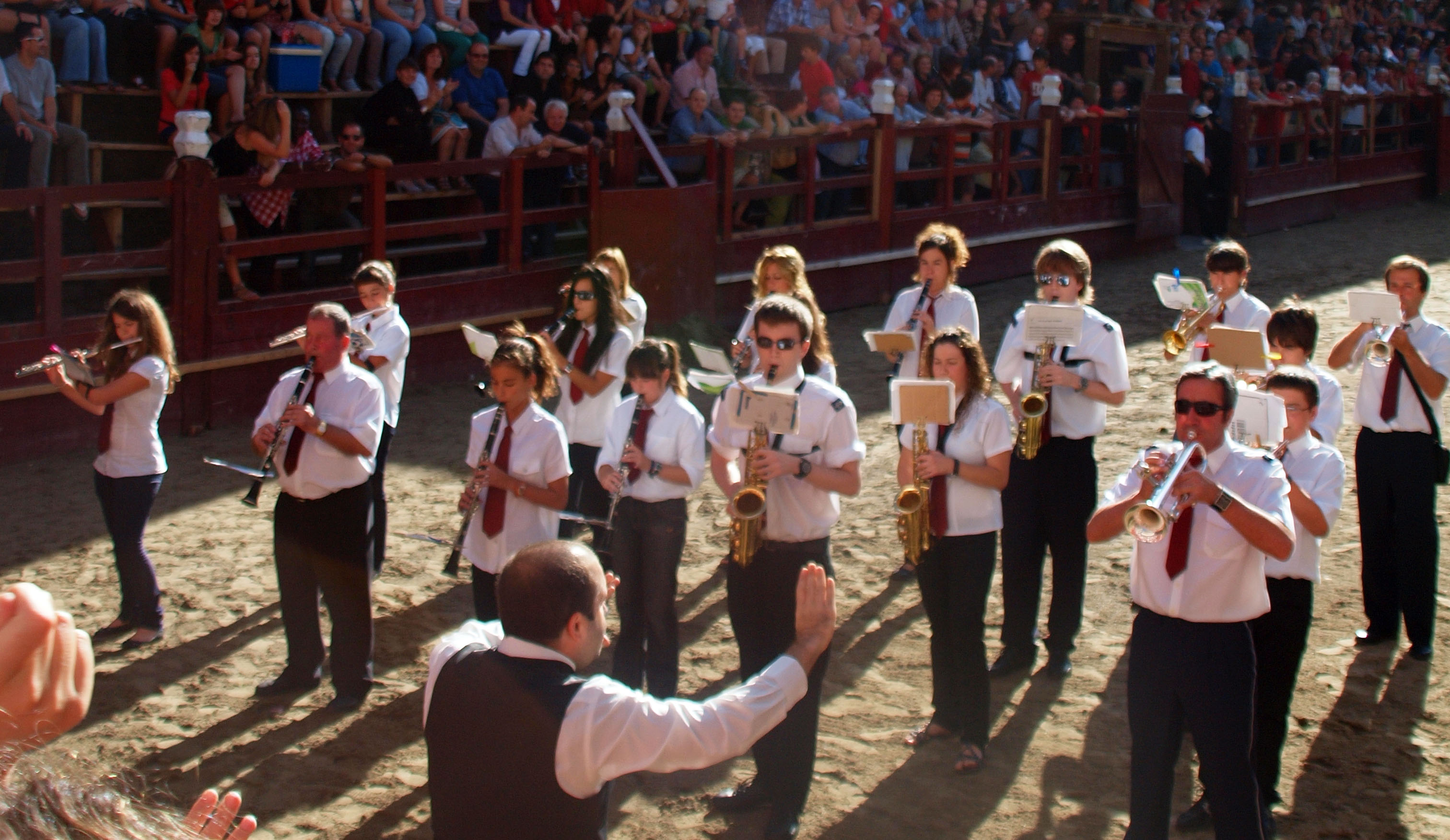
Una banda musical interpretant el pasdoble.

«Amparito Roca» és el nom d'un pasdoble compost el 1925 pel músic i compositor barceloní instal·lat a València Jaume Teixidor (1884-1957). Va donar-li el nom d'una de les seves alumnes de piano (Amparo Roca, 1912-1993) que era molt amiga de la seva filla, Maria Teixidor. Es va estrenar l'11 de setembre de 1925 al teatre El Siglo de Carlet a la comarca de la Ribera Alta. És, probablement, un dels pasdobles més coneguts, amb moltes versions en mant estil diferent: Joan Dausà, cantat per Lluís Galvadà i fins i tot en versió rap per Teko i Soke o electronica per Andrea Grau.
Tant a les Festes de Santa Tecla de Tarragona, com a la Festa Major de Montblanc o al Carnaval de Vilanova, l'Amparito Roca és una de les peces més emblemàtiques d'aquestes celebracions. És la protagonista musical, per exemple, de la multitudinària Baixada del Seguici en el cas de Tarragona o de la ballada dels Gegants en el cas de Montblanc. Al Carnaval de Vilanova, la peça es toca durant tot el matí de diumenge al carrer i com a ball després de la guerra de caramels. També és interpretada per la Banda de Manacor durant les festes de Sant Antoni.
L'investigador i antic ministre de Sanitat i Consum del govern espanyol Bernat Sòria és nebot d'Amparo Roca.